# محمد فهيم (مصارع)
محمد فهيم (1990) مصارع مصري وبطل ملاكمة محترف مسجل حاليا لدى شركة دبليو دبليو إي ويعتبر أول مصارع مصري وثالث مصارع عربي يوقع مع الشركة بعد الكويتي ناصر الرويح والأردنية شادية بسيسو.

## عن حياته
ولد عام 1990 ولد شارك في عدد من بطولات الملاكمة منذ عام 2007 وفاز بعدة مسابقات على مستوى الجامعة، بالإضافة إلى فوزه بعدة ميداليات ذهبية على المستوى المحلي، ويُعَد أيضا «كيك بوكسر» مميزا، وهو الذي خاض عددا كبيرا من البطولات منذ عام 2014.

## بدايته مع WWE
في عام 2017 انضم لمركز التدريبات التابع لمؤسسة المصارعة الحرة العالمية الترفيهية دبليو دبليو إي في أورلاندو بالولايات المتحدة وبعد اجتيازه تجارب الأداء التي أقامتها المؤسسة تم قبوله في الشركة رسميا.